# USS LST-559
O USS LST-559 foi um navio de guerra norte-americano da classe LST que operou durante a Segunda Guerra Mundial.